# شیخ لو

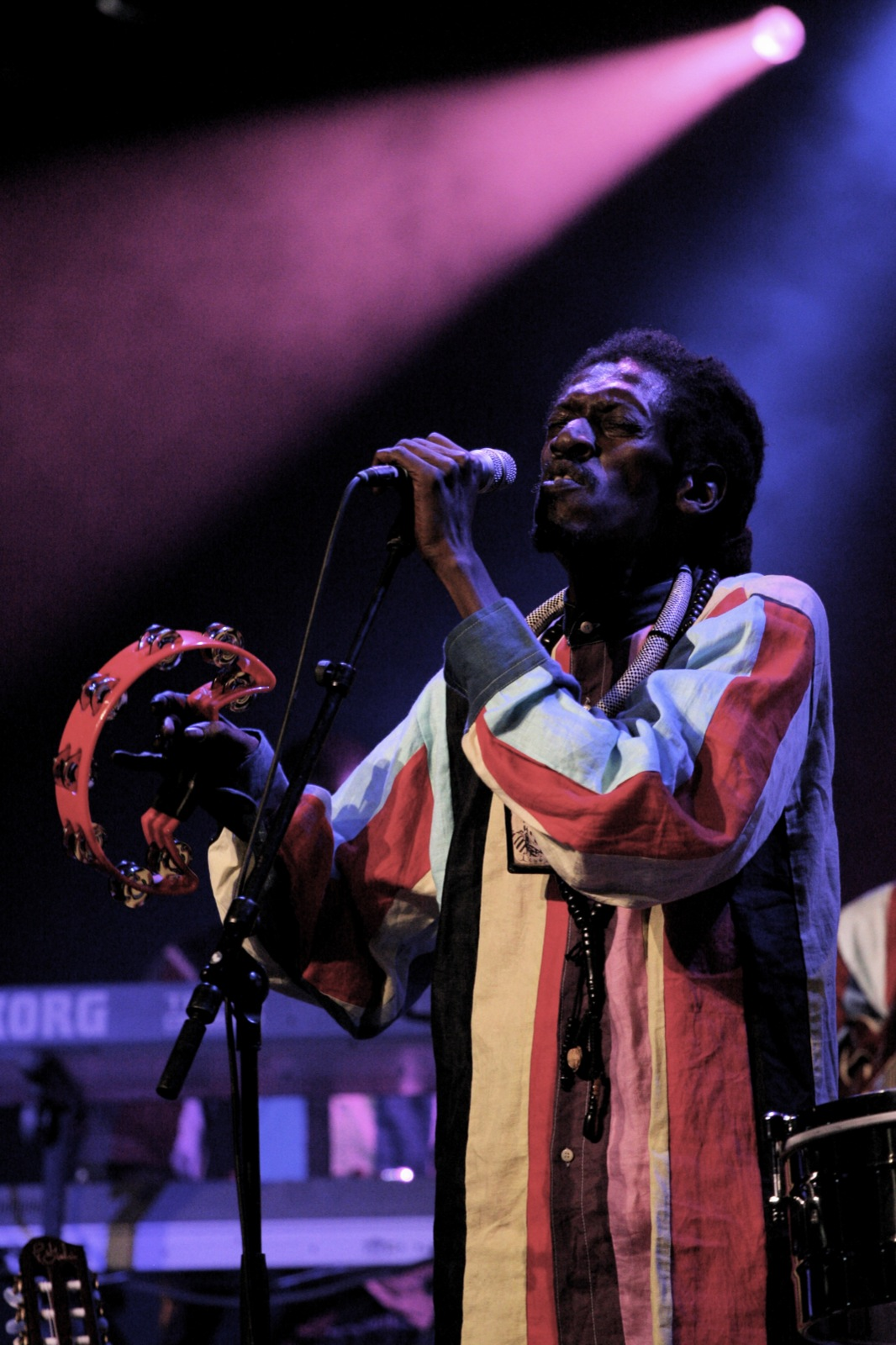
شیخ ندیگل لو

شیخ لو (زادهٔ ۱۲ سپتامبر ۱۹۵۵) یک موسیقی‌دان سنگالی است.

## اوایل زندگی
او از پدر و مادری سنگالی در بوبو دیولاسو، بورکینافاسو به دنیا آمد و از سنین پایین شروع به نواختن درام و آواز خواندن کرد.

## حرفه
در سال ۱۹۷۶، او به ارکستر ولتا جاز، یک گروه از گونهٔ بوبو که آهنگ‌های پاپ کوبا و کنگو و همچنین موسیقی سنتی بورکینا را می‌نواخت، ملحق شد. لو در سال ۱۹۷۸ به سنگال نقل مکان کرد و در چندین لباس رقص مبالاکس (او مبالاخ) را که نوعی رقص محلی است، اجرا کرد. در آن زمان، صدای زئیری در حال شکوفایی بود، ماکوسا کامرونی قوی بود، و رگی وارد ترکیب شده بود، و Lô همه این ژانرهای مختلف موسیقی را جذب کرد. در سال ۱۹۸۵، او با بسیاری از نوازندگان ساحل عاج و فرانسوی به همنوازی با گیتار پرداخت که همین امر او را به این سمت و سو سوق داد که در سال ۱۹۸۷ در پاریس، به ضبط موسیقی بپردازد. پس از انحلال گروهش، لو به عنوان یک نوازندهٔ جلسه در پاریس باقی ماند و صدای موسیقی خود را توسعه بخشید که اکنون به عنوان ترکیبی از تأثیرات مبالاکس، رگی و سوکو توصیف می‌شود. او بیشتر وقت خود را در استودیوهای ضبط گذراند تا استعداد خود را شکوفا کند. تماس‌های گاه به گاه او با موفق‌ترین خوانندهٔ مترقی زئیر، پاپا ومبا، به خصوص به‌یادماندنی بود. «من درامر بودم؛ بنابراین وقتی گروهی از نوازندگان می‌آمدند و درامر نداشتند، با آنها تمرین می‌کردم. پاپا ومبا نیز تاجر بود، بنابراین اگر او آنجا نبود، من کمک می‌کردم. او اهل مکتب تابو لی است و زمانی که من جوان بودم، خیلی به تابو لی گوش می‌دادم.»
در سال ۱۹۹۵، یوسو اندور پیشنهاد تولید اولین آلبوم لو به نام Ne La Thias را داد که به یک موفقیت جهانی تبدیل شد.
در سال ۲۰۰۰، لو در کنار ابراهیم فرر در آهنگ Choco's Guajira از آلبوم Chanchullo پیانیست کوبایی روبن گونزالس خواند.

## زندگی شخصی
لو یکی از اعضای بای فال است که جنبشی در طریقت مریدیه در تصوف اسلامی است. از همین رو او دارای موی دردلاک (dreadlock) است که بخشی از آداب و رسوم این طریقت است. تأثیر رگی در موسیقی او، همراه با موی دردلاک شدهٔ او، اغلب این شبهه را به وجود می‌آورد که او راستافاری است.

## دیسکوگرافی

### آلبوم‌ها
- (Ne La Thiass (1995
- (Bambay Gueej (1999
- (Lamp Fall (2005
- (Jamm (2010
- (Balbalou (2015

### با روبن گونزالس
- (Chanchullo (2000

### هنرمند مهمان
- راهنمای خشن برای موسیقی سنگال (۲۰۱۳، شبکه جهانی موسیقی)